# Adrián Peralta
Adrián Maximiliano Peralta (Burzaco, Argentina, 8 de mayo de 1982) es un exfutbolista argentino nacionalizado costarricense que jugaba de volante por izquierda. Actualmente trabaja en las inferiores del Club Atlético Lanús.

## Enfermedad, retiro y vuelta
En el año 2010, en un chequeo médico de rutina se le detectó una afección cardíaca. Tras varios estudios médicos, se concluyó que no podía seguir ejerciendo su profesión por lo que se vio forzado a retirarse a finales de abril de 2011, a los 28 años. En 2013 después de muchos estudios se confirmó la vuelta a las canchas en su club Tristán Suárez.

## Clubes
| Club                            | País      | Año             |
| ------------------------------- | --------- | --------------- |
| Tristán Suárez                  | Argentina | 2000-2003       |
| Instituto                       | Argentina | 2003-2005       |
| Real Mallorca                   | España    | 2005            |
| Newell's Old Boys               | Argentina | 2006-2007       |
| Lanús                           | Argentina | 2007-2009       |
| Huracán                         | Argentina | 2010            |
| Lanús                           | Argentina | 2010-2011       |
| Tristán Suárez                  | Argentina | 2013-2014       |
| Instituto                       | Argentina | 2014-2015       |
| Club Deportivo Morón            | Argentina | 2015-2016       |
| Club Atlético Huracán Las Heras | Argentina | 2016 - Presente |

## Palmarés

### Campeonatos nacionales
| Título                        | Club                 | País      | Año  |
| ----------------------------- | -------------------- | --------- | ---- |
| Primera División de Argentina | Lanús                | Argentina | 2007 |
| Primera B Nacional            | Instituto de Córdoba | Argentina | 2004 |